# Roland Freisler
Roland Freisler (Celle, 30 de outubro de 1893 — Berlim, 3 de fevereiro de 1945) foi um jurista alemão à época da República de Weimar e da ditadura nazista, sob a qual sua carreira atingiu o ápice: desde 1942 até a sua morte num bombardeio em Berlim ele presidiu o "Tribunal Popular" (Volksgerichtshof), a mais alta corte do Estado nazista para crimes políticos.
Freisler é o mais conhecido juiz do Terceiro Reich e  foi o responsável por milhares de sentenças de morte. Muitos integrantes de grupos da resistência alemã foram condenados por ele. Nos julgamentos teatrais que presidia, humilhar os réus era uma constante. Hoje, a sua atuação remanesce como símbolo da depravação do sistema judiciário alemão em favor do nazismo. 

## Curiosidades
Roland Freisler foi a possível inspiração para o juiz Keva de Starship Troopers 3: Marauder que assim como Freisler condenou inúmeros inimigos políticos do estado totalitário que aparece nos filmes da trilogia Starship Troopers a pena de morte por enforcamento.